# Cathrine Rosengren
Cathrine Rosengren (* 1. Februar 1999 in Taastrup) ist eine dänische Badmintonspielerin. Sie startet im Parabadminton in der Startklasse SU5. Rosengren gewann 2016 in Beek bei ihrer ersten Badminton-Europameisterschaft für Behinderte Gold im Einzel und Silber im Mixed. Seither war sie bei mehreren Europa- und Weltmeisterschaften erfolgreich und bereitet sich auf die Sommer-Paralympics 2020 in Tokio vor.

## Sportliche Laufbahn
Cathrine Rosengren erreichte bei ihrer ersten internationalen Meisterschaft, der Badminton-Europameisterschaft für Behinderte 2016 im niederländischen Beek, das Finale und besiegte ihre Teamkollegin Astrid Lilhav Riis. Im Mixed gewann sie zudem eine Silbermedaille. Bei der Badminton-Weltmeisterschaft für Behinderte 2017 in Ulsan, Südkorea schied sie im Viertelfinale gegen die spätere Siegerin Ayako Suzuki aus und gewann eine Bronzemedaille. 2018 verteidigte sie ihren Europameistertitel bei der EM in Rodez gegen die türkische Finalistin Zehra Baglar und gewann im Doppel mit ihrer französischen Partnerin Coraline Bergeron Silber gegen das norwegisch-deutsche Duo Helle Sofie Sagøy und Katrin Seibert. Bei der Badminton-Weltmeisterschaft für Behinderte 2019 in Basel startete sie lediglich im Einzel und errang eine Bronzemedaille.